# When Dream and Day Unite
When Dream and Day Unite는 미국 프로그레시브 메탈 밴드 드림 시어터의 데뷔앨범이다. 이 앨범의 곡들은 주로 밴드 초창기의 마제스티 시절 영향을 많이 받았다. 펜실베이니아 Gladwyne에 위치한 Victory Studio에서 1988년 여름에 녹음되었다. 찰리 도미니시가 보컬로 합류한 유일한 정규 앨범이고, 이후 제임스 라브리에로 보컬이 교체되었다. 이 앨범은 또한 Falling Into Infinity와 함께 밴드의 로고가 앨범커버에 들어가지 않은 유이한 앨범이기도 하다.

## 역사
드림시어터는 원래 마이크 포트노이가 밴드 러쉬의 곡 'Bastille Days'에서 따온 마제스티란 이름으로 1985년 존 명, 존 페트루치와 함께 결성되었다. 밴드 결성 이후 학교친구였던 키보디스트 케빈 무어와 오디션을 통해 선발된 보컬리스트 크리스 콜린스를 받아들였다. 이 후 뉴욕 등지에서 공연을 돌던 중 콜린스가 탈퇴하고, 새로이 경험많은 보컬 찰리 도미니시를 영입했다.
이때까지만 해도 밴드명은 마제스티였고, 1985년에서 1986년사이 마제스티 데모 앨범을 녹음하던 밴드는 그 직후 동명의 밴드로부터 밴드명에 대한 법적 소송 위협을 받으면서 마제스티라는 이름을 버려야만 했다. 마땅한 밴드명이 떠오르지 않자, 포트노이의 아버지가 근처의 영화관 이름을 따 '드림 시어터'로 할 것을 제안했고 이것이 받아들여져 현재까지도 계속 사용되고 있다.
데모 앨범의 열렬한 관심로 인해 밴드는 데뷔 앨범이 많은 인기를 끌 것으로 기대했으나, 실제로는 크게 주목받지 못했다. 또한 밴드가 계속 뉴욕의 작은 클럽들만 전전긍긍하자, Mechanic Records가 밴드와의 계약을 끊어버리는 일까지 일어났다. 도미니시는 멤버들과 음악적 방향성에 대한 충돌로 밴드를 떠났고, 그들은 이 후 몇 년 동안 리드 싱어 없이 활동했다.

## 15주년 기념 공연
앨범 발매 15주년이 되는 날, 지금의 드림 시어터 멤버들이 캘리포니아 로스앤젤레스에서 앨범 전체를 연주했고, 두 곡의 앵콜공연때는 특별 게스트인 찰리 도미니시, 데렉 쉐레니언(둘 다 이전 드림 시어터 멤버들)과 함께 연주했다. 공연 전체는 후에 잇시잼 레코드를 통해 When Dream and Day Reunite라는 이름으로, CD 및 DVD 형태로 발매되었다. 이 앨범에는 또한 Images and Words 앨범의 Metropolis Pt.1: The Miracle and The Sleeper와 B-Side 트랙인 To Live Forever의 라이브 버전도 실려있다.

## 평론가들의 반응
이 앨범은 발매 당시에는 주목을 받지 못하다가, Images and Words앨범의 성공으로 다시 재조명받았다. Metal Observer는 앨범속의 창의성과 비전을 칭찬했고, Allmusic과 Sputnikmusic은 몇몇 곡들의 멜로디 라인이 매우 좋다고 평했지만 또한 작곡에 관한 밴드의 능력을 공격하기도 했다.

## 트랙리스트
| #  | 제목 | 작사                    | 작곡                                        | 재생 시간 |
| -- | --- | ----------------------- | ------------------------------------------- | --------- |
| 1. | 〈A Fortune in Lies〉                                                                                                  | 존 페트루치             | 드림 시어터                                 | 5:12      |
| 2. | 〈Status Seeker〉 | 찰리 도미니시, 페트루치 | 드림 시어터                                 | 4:15      |
| 3. | 〈The Ytse Jam〉 | (instrumental)          | 페트루치, 존 명, 케빈 무어, 마이크 포트노이 | 5:43      |
| 4. | 〈The Killing Hand - I. "The Observance" - II. "Ancient Renewal" - III. "The Stray Seed" - IV. "Thorns" - V. "Exodus〉 | 페트루치                | 드림 시어터                                 | 8:40      |
| 5. | 〈Light Fuse and Get Away〉                                                                                            | 무어                    | 드림 시어터                                 | 7:23      |
| 6. | 〈Afterlife〉 | 도미니시                | 드림 시어터                                 | 5:27      |
| 7. | 〈The Ones Who Help to Set the Sun〉                                                                                   | 페트루치                | 드림 시어터                                 | 8:04      |
| 8. | 〈Only a Matter of Time〉                                                                                              | 무어                    | 드림 시어터                                 | 6:35      |

## 구성원
- 찰리 도미니시 : 보컬
- 존 페트루치 : 기타
- 존 명 : 베이스 기타
- 케빈 무어 : 키보드
- 마이크 포트노이 : 드럼